# サウル・アルバレス 対 ウィリアム・スクール戦
サウル・アルバレス 対 ウィリアム・スクール戦（サウル・アルバレス たい ウィリアム・スクールせん、別名Fatal Fury）は、2025年5月3日にサウジアラビア・リヤドのANBアリーナで開催されたプロボクシングの試合。WBA・WBC・WBO世界スーパーミドル級統一王者のアルバレスと、IBF世界スーパーミドル級王者のスクールが行う4団体王座統一戦。通算で14回目となる4団体王座統一戦となり、スーパーミドル級では2度目でアルバレスにとってもカレブ・プラント戦以来となる4団体王座統一戦となった。

## 試合までの経緯

### 両者の王座獲得から防衛まで
2018年12月15日、ニューヨークのマディソン・スクエア・ガーデンで、当時ミドル級王者だったアルバレスが階級を上げてWBA世界スーパーミドル級正規王者ロッキー・フィールディングと対戦し、3回2分38秒TKO勝ちを収め、王座を獲得し3階級制覇に成功した。
2020年12月19日、テキサス州サンアントニオのアラモドームで、アルバレスがWBA世界スーパーミドル級スーパー王者カラム・スミスとWBA王座団体内統一戦並びにWBC世界スーパーミドル級王座決定戦で対戦し、12回3-0(117-111、119-109×2)の判定勝ちを収め、WBAは王座統一による初防衛、空位だったWBC王座の獲得、スミスが保持していたリングマガジン認定王座の獲得にも成功した。
2021年2月27日、フロリダ州マイアミのハードロック・スタジアムで、アルバレスがWBC世界スーパーミドル級1位で指名挑戦者アブニ・イルディリムと対戦し、3回終了TKO勝ちを収めWBA王座は2度目、WBC王座の初防衛に成功した。試合後に5月8日にWBO世界スーパーミドル級王者ビリー・ジョー・ソーンダースとの3団体王座統一戦が発表された。
2021年5月8日、テキサス州のAT&Tスタジアムで、アルバレスがWBO世界スーパーミドル級王者ビリー・ジョー・ソーンダースと3団体王座統一戦を行い、8回終了TKO勝ちを収めWBA王座は3度目、WBC王座の2度目の防衛と、WBO王座の獲得に成功し3団体王座統一を果たした。
2021年11月6日、ラスベガスのMGMグランド・ガーデン・アリーナで、アルバレスがIBF世界スーパーミドル級王者カレブ・プラントと4団体王座統一戦を行い、11回1分5秒TKO勝ちを収め、WBA王座は4度目、WBC王座は3度目、WBO王座の初防衛及びIBF王座を獲得し、史上7人目となる主要4団体統一に成功しスーパーミドル級では初の4団体統一王者になった。
2022年7月2日、エルディングのシュタットベルケ・アリーナでスクールがエフゲニー・シュベデンコとIBF世界スーパーミドル級挑戦者決定戦を行い、12回3-0の判定勝ちを収めアルバレスへの挑戦権を獲得した。
2022年9月17日、ラスベガスのT-モバイル・アリーナでアルバレスがWBA・IBF・IBO世界ミドル級統一王者ゲンナジー・ゴロフキンとスーパーミドル級タイトルマッチとして通算で3回目の対戦を行い、12回3-0（116-112、115-113×2）の判定勝ちを納めWBA王座は5度目、WBC王座は4度目、WBO王座は2度目、IBF王座の初防衛に成功した。試合後の会見で、アルバレスは左手首の靭帯損傷を明らかにし長期離脱の可能性があることを表明した。
2023年5月6日、ハリスコ州グアダラハラのエスタディオ・アクロンでアルバレスがWBO世界スーパーミドル級暫定王者ジョン・ライダーと団体内王座統一戦で対戦し、12回3-0（120-107、118-109×2）の判定勝ちを納めWBA王座は6度目、WBC王座は5度目、IBF王座は2度目、WBO王座は王座統一及び3度目の防衛に成功した。
2023年9月30日、-モバイル・アリーナでアルバレスが2階級下のWBAスーパー・WBC・IBF・WBO世界スーパーウェルター級統一王者ジャーメル・チャーロと対戦し、12回3-0（119-108、118-109×2）の判定勝ちを収めWBA王座は7度目、WBC王座は6度目、IBF王座は3度目、WBO王座は4度目の防衛に成功した。
2024年5月4日、T-モバイル・アリーナでアルバレスがWBO世界スーパーミドル級1位のハイメ・ムンギアと対戦し、12回3-0（117-110、116-111、115-112）の判定勝ちを収めWBA王座は8度目、WBC王座は7度目、IBF王座は4度目、WBO王座は5度目の防衛に成功した。この試合の前座で、スクールはショーン・ヘンフィルと対戦し、8回3-0の判定勝ちを収めた。
2024年7月26日、アルバレスがエドガー・ベルランガとの試合が内定したことで、IBFはIBF世界スーパーミドル級1位のスクールとの指名試合にアルバレスが応じないと判断し、IBF世界スーパーミドル級王座を剥奪した。
2024年9月14日、T-モバイル・アリーナでアルバレスがWBA世界スーパーミドル級1位のエドガー・ベルランガと対戦し、12回3-0（118-109×2、117-110）の判定勝ちを収めWBA王座は9度目、WBC王座は8度目、WBO王座は6度目の防衛に成功した。
2024年10月19日、ベルリン郊外ファルケンセのシュタンツァーレで、スクールがIBF世界スーパーミドル級2位のウラジミール・シシュキンとIBF世界スーパーミドル級王座決定戦を行い、12回3-0（116-113、116-112、115-113）の判定勝ちを収め王座獲得に成功した。

### 対戦決定後の概要から試合まで
2025年2月9日、サウジアラビア総合エンターテイメント庁のトゥルキ・アラルシク長官が、自身のSNSでアルバレスとスクールが5月3日にサウジアラビアのリヤドで4団体王座統一戦を行うことを公表した。
2025年3月17日、アンダーカードが正式に発表された。WBC世界クルーザー級王者バドゥ・ジャックや、かつてアルバレスと対戦したハイメ・ムンギアの出場が確定となった。
2025年5月3日、ANBアリーナで行われたWBA・WBC・IBF・WBO世界スーパーミドル級王座統一戦に於いて、アルバレスが12回3-0（115-113、116-112、119-109）の判定勝ちを収めWBA王座は10度目、WBC王座は9度目、WBO王座は7度目の防衛及び再びIBF王座を獲得し、スーパーミドル級4団体統一王者に返り咲いた。

### 試合後
勝利者コールを受けてもほとんど笑顔を見せなかったアルバレスは「彼は第3ラウンドからただ生き残ろうとしていただけ。だから好きじゃない。勝とうとせず、生き残ることだけ考える選手との試合は退屈だ。そういうタイプの選手は大嫌いだ」とスクールを批判し、「彼が想像以上に動き回った。でも大丈夫、俺は勝った。俺はチャンピオンだ。それだけだ。言い訳も何もない」と開き直った。
試合後のリングにWBA世界スーパーウェルター級王者テレンス・クロフォードが上がり、2025年9月12日にラスベガスのアレジアント・スタジアムでアルバレスとクロフォードの対戦が決まったことが発表された。アルバレスは「クロフォードは最高の選手。そういった選手と同じリングに立つのは好きだし、光栄だ」と対戦へ意欲を見せ、クロフォードも「出来事には理由があり、俺がここにいるのにも理由がある。9月には偉大な選手がどういうものか世界に示すつもりだ」と応じた。

## 対戦カード
^Note 1 WBA・WBC・IBF・WBO世界スーパーミドル級王座統一戦、リングマガジン世界スーパーミドル級タイトルマッチ
^Note 2 WBC世界クルーザー級タイトルマッチ
^Note 3 スーパーミドル級12回戦